# Vladimír Buben
Vladimír Buben (n. 25 septembrie 1888, Hradec Králové, Regatul Boemiei, Austro-Ungaria – d. 9 august 1956, Praga, Cehoslovacia) a fost un lingvist și romanist ceh, cunoscut ca autor al mai multor studii lingvistice și filologice dedicate în principal limbii franceze moderne și în special al unui dicționar francez-ceh și ceh-francez, reeditat de mai multe ori în cursul secolului al XX-lea.
A urmat studii universitare de filologie germanică și romanică la Facultatea de Filosofie⁠(d) a Universității Caroline din Praga și, după o perioadă în care a lucrat ca profesor de franceză și germană la școlile secundare din Příbram, Plzeň, Hradec Králové și Praga, a fost cooptat în anul 1922 în învățământul universitar și a predat cursuri de limbi romanice la Universitatea Carolină din Praga (1922–1932), Universitatea Comenius din Bratislava (1927–1939), Universitatea Masaryk din Brno (1939–1940 și 1945–1946) și apoi, din nou, la Universitatea Carolină din Praga (1946–1956), unde a ocupat funcția de șef interimar (din 1952) și apoi pe cea de șef al Catedrei de Limbi Romanice. Prin activitatea didactică pe care a desfășurat-o, Vladimír Buben a contribuit semnificativ la dezvoltarea studiului limbilor romanice la universitățile din Cehia și Slovacia.
Activitatea științifică a profesorului Buben s-a desfășurat pe parcursul a 35 de ani și s-a concentrat în principal pe lingvistica franceză și lingvistica română și, în ultimii ani, pe lingvistica albaneză. Buben a publicat numeroase studii lingvistice în paginile revistei Časopis pro moderní filologii și a devenit cunoscut prin dicționarele francez-ceh (Slovník francouzsko-český, 1921) și ceh-francez (Slovník česko-francouzský, 1923), care au fost publicate împreună în mai multe ediții revizuite și completate.

## Biografie

### Formarea profesională
S-a născut la 25 septembrie 1888 în orașul Hradec Králové din Regatul Boemiei (care făcea parte atunci din Austro-Ungaria) ca fiu al unui mic meseriaș, șelar și zugrav, care avea cinci copii. A învățat în perioada 1899–1907 la gimnaziul din orașul natal și la 8 iulie 1907 a promovat examenul de bacalaureat cu onoruri. După absolvirea studiilor secundare, a urmat timp de șapte semestre cursuri de filologie germanică și romanică la Facultatea de Filosofie⁠(d) a Universității Caroline din Praga (FFUK), după care a urmat cel de-al optulea semestru la Universitatea Sorbona din Paris. Printre profesorii pe care i-a avut în perioada studiilor universitare s-au aflat Jan Urban Jarník, Maxmilián Křepinský, Josef Zubatý și Karel Skála-Rocher. Buben a învățat excelent mai multe limbi romanice (franceză, română, spaniolă, italiană). Întors în țară după semestrul petrecut la Sorbona, el a promovat la 15 decembrie 1911 examenele de stat de filologie germană și franceză și a obținut astfel calificarea de profesor de germană și franceză pentru școlile secundare.
După promovarea examenelor de stat, a fost angajat la 7 februarie 1912 ca profesor suplinitor la gimnaziul din orașul Příbram, unde a început să lucreze la elaborarea unei teze de doctorat, și a lucrat apoi ca profesor la Școala Reală de Stat din Plzeň (1913–1914). Buben a devenit pasionat de lingvistica romanică și a susținut la 13 iunie 1914, în ajunul declanșării Primului Război Mondial, teza sa de doctorat cu titlul O relativní chronologii vysouvání samohlásek v staré francouzštině („Despre cronologia relativă a deplasării vocalelor în franceza veche”), obținând titlul de doctor în filosofie. S-a transferat apoi în același an ca profesor de franceză, germană și engleză la Școala Reală Cehă din Hradec Králové, unde a fost promovat la gradul de profesor titular la 1 septembrie 1919 și a predat până în anul 1921. În timpul războiului a fost nevoit să-și întrerupă activitatea didactică pentru mai mult de un an (1916–1917) ca urmare a mobilizării sale pentru efectuarea serviciului militar în Regimentul 2 Pușcași din Sopron. A predat pentru ultima oară ca profesor de liceu la Școala Reală de Stat din districtul Praga II (1922–1927).
În paralel cu activitatea didactică, Vladimír Buben a studiat o lungă perioadă limba română, pentru care a dobândit un interes deosebit, și a făcut parte, alături de Hertvík Jarník, George Staca, Method Zavoral și ulterior Jindra Hušková, din cercul prietenilor limbii și culturii române, format în jurul profesorului Jan Urban Jarník. El a continuat, alături de profesorii praghezi George Staca, Maxmilián Křepinský și Antonín Křečan, tradiția cultivării interesului cehilor pentru limba română, pe care o inițiase bătrânul profesor Jarník, și a corespondat, printre alții, cu istoricul român Nicolae Iorga și cu lingvistul și folcloristul român Ovid Densusianu. Potrivit profesorului Staca, care a fost lector de limba română la Universitatea Carolină din Praga în perioada interbelică, Vladimír Buben intenționa să întreprindă la sfârșitul anilor 1920 o călătorie de studii în România.

### Cariera academică

#### Perioada interbelică
Buben a promovat la 23 august 1922 examenul de abilitare pentru predarea gramaticii comparate a limbilor romanice la Facultatea de Filosofie a Universității Caroline din Praga și a predat acolo timp de zece ani ca lector și docent (conferențiar) de limba franceză. S-a mutat în acest timp în orașul Bratislava (capitala Slovaciei), după ce a fost numit la 31 decembrie 1927 în postul de profesor extraordinar de filologie romanică la Facultatea de Filosofie⁠(d) a Universității Comenius din Bratislava. A condus Seminarul de Filologie Romanică începând din anul 1928 și a fost promovat la 31 martie 1931 la gradul de profesor titular. A coordonat, în paralel, activitățile Seminarului de limba și literatura italiană (1933–1939) și Seminarului de lingvistică comparată (1938) și a ocupat, de asemenea, funcții de conducere în cadrul Facultății de Filosofie din Bratislava: decan în anul universitar 1934–1935 și prodecan în anul universitar 1935–1936.
Cu toate că interesul principal al lui Vladimír Buben a fost limba franceză, profesorul s-a implicat, de asemenea, în perioada petrecută la Bratislava în studiul altor limbi romanice (română, italiană, spaniolă, portugheză și catalană), precum și cercetării dialectelor vorbite în Italia și Franța. Corespondența sa dovedește deținerea unor cunoștințe excelente de franceză, italiană, română și spaniolă. Buben a ținut primul curs de limba spaniolă de la Universitatea Comenius din Bratislava în anul universitar 1930–1931, care a durat doar două semestre și fost frecventat de 15 studenți (semestrul I) și, respectiv, 12 studenți (semestrul II); un număr de opt studenți au absolvit ambele semestre. El a mijlocit ulterior organizarea unui curs regulat de limba spaniolă la Universitatea Comenius, care a fost ținut de lectorul spaniol Francisco Javier Fariña (1881–1955) în anii 1936–1939 și a alcătuit în anul 1950 un studiu cu privire la evoluția vocabularului limbii spaniole intitulat Úvod do historické mluvnice španělské („Introducere în vocabularul istoric al spaniolei”), care a rămas în manuscris. Vladimír Buben a promovat cercetarea romanistică cehă în străinătate prin participarea sa la Convenția romanistă de la Dijon și la Congresul elvețian din anii 1930, precum și prin contactul său cu romaniști străini de renume. A călătorit în cursul anilor 1936, 1937 și 1938 în nordul și sudul Italiei și în Franța pentru a studia dialectologia regională, dar nu a publicat rezultatele cercetărilor sale.
În paralel, el a combinat activitatea didactică de specialist în filologia romanistică cu o activitate de promovare a culturii române și s-a implicat în formarea Institutului Ceho-Slovaco-Român, fiind ales membru al comitetului de conducere al acestei organizații în cadrul adunării constitutive, care a avut loc în 8 noiembrie 1927 la Praga. Profesorul Buben a fost transferat cu serviciul în Slovacia câteva luni mai târziu și a avut, de asemenea, o contribuție importantă, alături de senatorul Kornel Stodola⁠(d) și de profesoara Jindra Hušková, la înființarea Asociației Cehoslovaco-Române din Bratislava (filială a Institutului Ceho-Slovaco-Român din Praga), care a fost inaugurată la 10 noiembrie 1929 în prezența abatelui Metodiu Zavoral, a profesorului Hertvík Jarník, a diplomatului Theodor Emandi (ministrul României la Praga) și a reprezentanților administrației guvernamentale a Slovaciei (Ján Drobný⁠(d), președintele regiunii Slovacia, Kraus, viceprimarul Bratislavei), și a fost ales în ședința inaugurală în funcția de vicepreședinte al asociației. Asociația s-a ocupat cu organizarea unor acțiuni culturale și științifice (conferințe, concerte, expoziții), promovând astfel cultura românească în Cehoslovacia în perioada interbelică, iar profesorul Buben s-a implicat activ în popularizarea limbii și literaturii române în rândul poporului cehoslovac și a ținut conferințe în cadrul seratelor românești de la Bratislava. Asociația Cehoslovaco-Română din Bratislava a fost reorganizată în februarie 1939 ca „Asociația de propagandă culturală slovaco-română”, care-și propunea să continue și să intensifice relațiile slovaco-române în domeniul cultural, social și economic. Adunarea generală a asociației a ales un nou comitet format din Kornel Stodola (senator și consul general onorific al României la Bratislava), Július Stano (vicepreședinte al Camerei cehoslovace), Julián Šimko (guvernatorul Slovaciei) și Vladimír Buben (profesor de limbi romanice la Universitatea din Bratislava) și un secretar general în persoana Jindrei Hušková-Flajšhansová (lector de limba română la Universitatea din Bratislava).
Odată cu apropierea momentului declanșării celui de-al Doilea Război Mondial, Vladimír Buben s-a mutat în orașul Brno în anul 1938, iar în anul următor, după înființarea așa-numitului Stat slovac, a demisionat de la Universitatea Comenius din Bratislava, la fel ca majoritatea profesorilor universitari cehi. A fost transferat în anul 1939 pe postul de profesor titular la Facultatea de Filosofie a Universității Masaryk din Brno, dar la scurtă vreme, după închiderea instituțiilor cehe de învățământ superior de către ocupanții germani, a fost concediat. S-a stabilit în orașul Čelákovice de la periferia Pragăi, unde a locuit în perioada 1940–1945 (sau, după altă sursă, până în 1952), și a fost invitat uneori la evenimente culturale organizate în Slovacia, printre care conferința despre „România de astăzi” a etnologului Mihai Pop, secretar de presă al Legației României la Bratislava, care a fost organizată la 28 octombrie 1942 de Asociația româno-slovacă, în prezența diplomaților români George Elefterescu (ministrul României) și Mircea Cristescu (însărcinatul cu afaceri al României), a lui Július Stano (președintele Asociației româno-slovace), a senatorului Stodola și a consilierilor Ország și Holak de la Ministerul de Externe al Slovaciei. Cu toate acestea, a fost îndepărtat timp de mai mulți ani de centrul cercetării științifice din Cehoslovacia. După eliberarea Cehoslovaciei, a fost reactivat la 6 august 1945 ca profesor universitar la Universitatea Masaryk și s-a reîntors în orașul Brno.

#### Perioada postbelică
La 6 septembrie 1946 a fost numit profesor titular de filologie romanică la Facultatea de Filosofie⁠(d) a Universității Caroline din Praga, unde a ocupat funcția de șef interimar (din 1952) și apoi pe cea de șef al Catedrei de Limbi Romanice. Interesul profesorului Buben pentru studiul limbii române a continuat să se manifeste în perioada postbelică. Astfel, în anii următori celui de-al Doilea Război Mondial, el s-a implicat, împreună cu un grup de membri ai Societății pentru relații culturale și economice româno-cehoslovace (Společnost pro kulturní a hospodářske styky s Rumunskem, în publicarea revistei slavo-române Românoslavica. Revue des études slavoroumaines, al cărei comitet de redacție avea sediul la Praga. Comitetul de redacție al revistei era format din Vladimír Buben (redactor responsabil), Tr. Ionescu-Nișcov (redactor șef), Pandele Olteanu (coredactor), Bohuslav Havránek, Karel Krejčí, Gh. Staca, Josef Macůrek, J. Š. Kvapil, Ján Stanislav, I.C. Chițimia, Damian Bogdan, Frank Wollman și Josef Vašica (membri). Revista, care urma să publice studii istorice, etnografice, lingvistice și arheologice, în limbile franceză și română, cu privire la relațiile româno-slave și îndeosebi româno-cehoslovace, a apărut într-un singur număr, în 1948 și a devenit o raritate bibliografică. Vladimír Buben a fost apoi, alături de Josef Kopal⁠(d), îndrumător al tezei de doctorat Rok 1907 v rumunské próze („Anul 1907 în proza românească”) a profesoarei Marie Kavková, care a fost dedicată reflectării Răscoalei țărănești din 1907 în literatura română și a fost susținută în anul 1952 la Universitatea Carolină.
Profesorul Buben a condus, de asemenea, Cabinetul de Filologie Modernă al Academiei Cehoslovace de Științe⁠(d) în perioada 1952–1954. Profesorul Buben a fost membru corespondent al Academiei Cehe de Științe și Arte⁠(d) (ales în 1947) și al Societății Regale Cehe de Științe⁠(d), membru al Consiliului Național de Cercetare, al Societății Științifice Šafařík, al consiliului științific al Cabinetul de Filologie Modernă al Academiei Cehoslovace de Științe⁠(d) și al consiliului de redacție al revistei Časopis pro moderní filologii. El a fost unul dintre președinții asociației academice „Dobroslav” din Hradec Králové. A condus Catedra de Limbi Romanice a Universității Caroline în prima jumătate a anilor 1950, desfășurându-și activitatea cu întreruperi cauzate de tratamentul unor boli de care începuse să sufere, și a prezentat un bilanț și o declarație program cu privire la starea și perspectivele studiului limbilor romanice la Praga într-un articol publicat în anul 1953 în revista Časopis pro moderní filologii. Lingvistul și lexicograful Ivan Poldauf l-a caracterizat într-un articol consacrat lingviștilor cehi drept „primul romanist care a dus chestiunile romanistice pe căi necălcate, reflectând la ele într-un mod nou și ajungând astfel la rezultate deosebite”.
A început să se intereseze de albanologie în ultimii ani ai vieții și a publicat câteva studii referitoare la limba albaneză. Cu puțin timp înainte de moarte, a fost distins cu un doctorat onorific în filologie. Vladimír Buben a murit la 9 august 1956 la Praga, după o boală de lungă durată, la vârsta de aproape 68 de ani. Cu acest prilej, profesorul Josef Dvořák a publicat un articol în paginile revistei Časopis pro moderní filologii în care l-a descris pe Vladimír Buben ca „un om de știință cu o perspectivă largă și cunoștințe extinse de lingvistică, care cântărea sobru și strict argumentele pro și contra”.

## Activitatea științifică
Profesorul Buben a desfășurat o activitate științifică de 35 de ani, care s-a concentrat în principal pe lingvistica franceză și lingvistica română și, în ultimii ani, pe lingvistica albaneză. A fost preocupat de studiul lexicografiei romanice și s-a dedicat din 1929 limbii franceze moderne, cercetând legăturile dintre limbile romanice și limba cehă. Rezultatele cercetărilor sale au fost publicate în mare parte în paginile revistei Časopis pro moderní filologii, în special în suplimentul său de filologie. Buben a devenit cunoscut prin dicționarele francez-ceh (Slovník francouzsko-český, 1921) și ceh-francez (Slovník česko-francouzský, 1923, împreună cu Oldřich Stehlík), care au apărut împreună ulterior în mai multe ediții revizuite și completate.
În afara numeroaselor studii lingvistice, a alcătuit aproximativ cincizeci de recenzii, în care a făcut o analiză critică amănunțită a lucrărilor cercetate și a creat profilul științific al unor lingviști și filologi precum Karel Skála-Rocher, Jan Urban Jarník, Karel Titz, Maxmilián Křepinský și Jiří Staca. A acordat atenție, de asemenea, romanisticii sovietice, fiind la curent cu noile cercetări în domeniu din Uniunea Sovietică.

### Limba franceză
Primul său studiu (singurul publicat în timpul vieții profesorului J.U. Jarník) a cercetat o problemă a compoziției istorice franceze și anume problema deplasării accentului în pronume. Câțiva ani mai târziu a publicat studiul „La substitution des cas dans les pronoms français” („Substituirea cazurilor în pronumele franceze”, 1927), în care a respins polemic tezele formulate de profesorul Karel Titz într-o carte publicată în 1926 la Brno și a apărat poziția sa inițială. Ulterior el și-a îndreptat atenția către limba franceză modernă, întorcându-se doar ocazional la etapele lingvistice anterioare ale limbii franceze. A publicat apoi în Časopis pro moderní filologii un articol despre denumirea hipocoristică a genului în cazurile de tip mon chéri cu adresabilitate către persoanele de sex feminin și a ținut un discurs în aprilie 1929 despre natura generală a limbii franceze moderne la Primul congres al profesorilor cehoslovaci de filozofie, filologie și istorie de la Praga.
Interesul său principal în perioada de început a carierei științifice a fost cercetarea dezvoltării limbii franceze contemporane, care a fost reflectată în studiile referitoare la purismul limbii și la reforma ortografică. Principalul rezultat al acestei activități au fost Dicționarul francez-ceh și ceh-francez, care a fost revizuit și completat de mai multe ori pe parcursul celor 35 de ani de carieră, astfel încât să țină pasul cu dezvoltarea limbii și cu îmbogățirea lexicului pentru a surprinde limbajul colocvial contemporan și pentru a reda noii termeni intrați în limba cehă ca urmare a relațiilor politice și economice cu Uniunea Sovietică. Cu toate că are un număr relativ mic de pagini, Dicționarul conține atât termeni literari, cât și termeni profesionali, colocviali și argotici, precum și numeroase expresii. Simțul lingvistic deosebit de practic al profesorului Buben l-a determinat să realizeze o selecție atât de bogată, încât cititorii aveau suficiente cuvinte pentru a citi opere literare și ziare franceze și pentru a scrie scrisori în limba franceză. Necesitatea practică a reconcilierii limbii teoretice cu limbajul colocvial s-a manifestat din nou spre sfârșitul carierei sale în revizuirea științifică a dicționarului român-ceh.
Numele profesorului Buben a intrat în atenția cercurilor științifice prin cărțile Déjiny spisovné provençálštiny („Istoria provensalei literare”, 1931), Influence de l'orthographe sur la prononciation du français moderne („Influența ortografiei asupra pronunției francezei moderne”, 1935) și Studie o moderní franštině („Studii în franceză modernă”, 1938), care au fost scrise într-un limbaj accesibil și au stârnit un interes viu în străinătate, mai ales în Franța, dar și în alte țări precum România (unde profesorul Al. Rosetti îi cerea Jindrei Hušková, printr-o scrisoare din 12 iunie 1936, să-i mijlocească obținerea unui exemplar al lucrării Influence de l'orthographe sur la prononciation du français moderne pentru Fundația pentru Literatură și Artă „Regele Carol II” în schimbul unei publicații românești).
Cartea Déjiny spisovné provençálštiny este împărțită în trei părți care tratează istoria limbii provensale vechi (până la sfârșitul secolului al XIII-lea), „perioada de tranziție“ (sec. XIV–XVIII) și renașterea limbii provensale în secolul al XIX-lea. Buben caracterizează provensala drept o limbă conservatoare, descrie diferențele fonetice, morfologice și lexicale față de limba franceză, stabilește dialectele acesteia și prezintă istoria limbii provensale arătând că ea a atins apogeul în secolul al XIII-lea sub influența trubadurilor și a copiștilor care au avut grijă de puritatea ei, a intrat într-o perioadă de declin ca urmare a extinderii limbii franceze către sudul Franței, odată cu puterea politică, și a renăscut în urma încercării de a crea un nou limbaj poetic bazat pe dialectul din zona Rhône. Volumul Studie o moderní franštině conține patru prelegeri susținute de Buben în anul 1937 la Universitatea din Bratislava („Universalitatea limbii franceze”, „Avantajele limbii franceze”, „Cultura și criza francezei literare”, „Trăsături caracteristice ale francezei moderne”), care prezintă dezvoltarea limbii franceze începând din secolul al XVII-lea, creșterea rolului acestei limbi pe plan internațional în locul latinei și motivele popularității acesteia.
Lucrarea cea mai importantă a profesorului Buben este Influence de l'orthographe sur la prononciation du français moderne, care prezintă evoluția ortografiei și pronunției limbii franceze până în epoca modernă și pe care specialiștii o consideră a fi „excelentă, clară și bine documentată”. Buben examinează cu atenție vocalele, consoanele și grupurile de consoane, prin prisma corespondențelor grafo-fonetice, și obține pentru prima dată dovezile asocierii strânse între formele scrise și cele orale ale cuvintelor, reușind astfel să explice evoluția fonetică a limbii franceze prin influența ortografiei asupra pronunției, fenomen numit „ortografism”, „pronunție ortografică” sau „efect Buben” (Blanche – Benveniste & Chervel 1978). Aceste schimbări fonetice pot fi contracarate, după opinia lingvistului francez, printr-o reformă ortografică, pe care Buben o considera „extrem de dezirabilă”. Recenzii elogioase ale acestei lucrări au fost publicate în unele dintre cele mai prestigioase reviste de lingvistică europene precum Archiv für das Studium der neueren Sprachen, Germanisch-Romanische Monatsschrift, Literaturblatt für germanische und romanische Philologie, Die neueren Sprachen, Zeitschrift für französische Sprache und Literatur, Bulletin de la Société de Linguistique de Paris, La Revue française de Prague, The Modern Language Review, Indogermanische Forschungen, Mitteilungen aus dem höheren Schulwesen ș.a. și o descriu ca pe o „lucrare amănunțită și excelent documentată, care este o completare esențială la orice manual de fonetică franceză”. Studiul profesorului Buben a rămas valabil în anii 1950 după cum o dovedesc recenziile prof. francez Marcel Cohen, care îl numea „singura lucrare cuprinzătoare” și „cel mai bun ghid de pronunție” în numărul din mai 1953 al revistei Europe, și prof. german Gerhard Rohlfs, care îl considera „un tratat valoros care arată în câte cazuri pronunția a suferit o schimbare pe baza vorbirii scrise” în tomul I al Romanische Philologie (1950).
Tema corectării ortografiei limbii franceze face obiectul studiului „Boj o pravopisnou reformu ve Francii” („Lupta pentru reforma ortografică în Franța”), publicat în anul 1956 în revista Časopis pro moderní filologii. Studiul conține o imagine de ansamblu a încercărilor de reformare a ortografiei franceze și rezumă în opt puncte trăsăturile principale ale propunerilor individuale de reformă. Profesorul Buben susține necesitatea acestei reforme și subliniază că țări precum România, Bulgaria și Ungaria au efectuat corecții ortografice chiar mai complicate.

### Limba română
Cu toate că nu a predat niciodată limba română, profesorul Buben a editat și adnotat în anul 1921 volumul Trei novele de I.L. Caragiale, care conținea pe lângă traducerea nuvelelor, transcrierea lor fonetică, note ample și un glosar, ceea ce a constituit, potrivit profesorului ceh Jirí Felix, „o apariție insolită” în acea epocă. Acest volum este citat în lucrarea academică Antologie fonetică a limbii române (1988). În plus, Vladimír Buben a publicat mai multe articole și recenzii scurte, care au încercat să evidențieze existența unor legături morfologice între limba română și limbile slave și au contribuit la o mai bună cunoaștere a limbii române în Cehoslovacia Merită menționate, în mod deosebit, articolele „Rumunské drobnosti” („Varietăți românești”, 1941) și „Vokativ v rumunštině” („Vocativul în limba română”, 1942), redactate în perioada celui de-al Doilea Război Mondial, care tratează, printre altele, unele aspecte concrete ale morfologiei limbii române. De asemenea, în articolul „K výslovnosti románských slov v češtině” („Despre pronunția cuvintelor romanice în limba cehă”), publicat în 1941, Buben menționa un aspect interesant cu privire la pronunția numelor românești în limba franceză: românii care locuiau în Franța sau aveau contacte mai dese cu francezii erau nevoiți să-și schimbe numele atunci când acesta se termina cu sufixul „-escu” [esku] deoarece francezii pronunțau ultima silabă a acestui sufix „cul” [kü], ceea ce constituia o omonimie neplăcută. Imigranții români au preluat din acest motiv nume ca Bibesco, Popesco, Vacaresco etc., schimbând sufixul „-escu” [esku] cu „-esco” [esko].
El a scris, de asemenea, o recenzie în mare parte favorabilă a dicționarului româno-rus al lui B.A. Andrianov și D.E. Mihalci, un articol omagial dedicat prof.dr. Maxmilián Křepinský la împlinirea vârstei de 70 de ani și o notă jubiliară dedicată prof.dr. Gheorghe Staca, cu prilejul aniversării vârstei de 70 de ani. Recenzând în anul 1956 volumul Le verbe roumain. Étude morphologique (1954–1955) al lingvistului suedez Alf Lombard, Vladimír Buben evidenția importanța acestei lucrări cu peste 1200 de pagini și consemna că „dl. Lombard a scris o lucrare care marchează o dată în studiul limbii române și constituie o parte importantă din gramatica istorică a ei”.
Profesorul Vladimír Buben a fost redactor științific al primului dicționar româno-ceh, care începuse să fie alcătuit în anul 1928 de profesorul Gheorghe Staca și fusese continuat în anul 1949, cu asentimentul și colaborarea bătrânului profesor, de un colectiv condus de dr. Zdeněk Wittoch. Dicționarul, care conține circa 40.000 de cuvinte și are 1033 de pagini, a fost publicat la Praga abia în anul 1961, după moartea profesorilor Buben și Staca, și continua să fie folosit inclusiv în anul 2018.

### Alte limbi romanice
Un alt domeniu de interes al profesorului Buben l-au reprezentat studiile hispanice, deși rezultatul cercetărilor sale cu privire la limba spaniolă și mai ales la limba spaniolă veche nu a fost reflectat în mod corespunzător în activitatea sa publicistică. Buben a urmărit cu atenție știrile disponibile atât cu privire la lingvistica spaniolă, cât și la literatura și cultura Spaniei, așa cum o dovedesc articolele ample pe care le-a pregătit pentru enciclopedia Masarykův slovník naučný. Cunoștințele sale în acest domeniu au fost prezentate adesea în prelegeri și seminarii dedicate limbii spaniole și dialectelor sale regionale. Buben a lucrat în vara anului 1950 la redactarea unei lucrări cu privire la dezvoltarea limbii spaniole, care a rămas sub formă de manuscris din cauza numărului mic al persoanelor interesate. Acel studiu intitulat Úvod do historické mluvnice španělské („Introducere în vocabularul istoric al spaniolei”) avea 47 de pagini dactilografiate și prezenta evoluția istorică a vocabularului limbii spaniole, cu o atenție deosebită asupra dezvoltării vocalelor și consoanelor latine în spaniolă și a morfologiei verbului.
Buben a manifestat, de asemenea, un interes pentru limba și literatura portugheză și, potrivit profesorului Zdeněk Hampl („Hampejs”), a citit mai multe lucrări literare portugheze în original în perioada în care a predat la Bratislava.

### Limba albaneză
Cercetarea limbii albaneze a constituit ultima preocupare științifică a profesorului Buben, care s-a înscris în tradiția inaugurată de mentorii săi Jan Urban Jarník și Maxmilián Křepinský. și a depășit cadrul limbilor romanice. Vladimír Buben a fost interesat de substantivele care au devenit prepoziții în limba albaneză și a publicat câteva studii de albanologie: „Vokativ v albánštině” („Vocativul în limba albaneză”, 1946), „Problém spisovné albánštiny” („Problema albanezei literare”, 1955) și „Flektované interjekce a imperativní partikule v albánštině” („Interjecții flexate și particule imperative în albaneză”, 1955) Studiul consacrat limbii albaneze literare a abordat problema creării și codificării limbii albaneze literare și a atras atenția lingviștilor albanezi, care erau interesați în mod deosebit de acest subiect.

## Scrieri (selecție)

### Cărți
- Slovník francouzsko-český („Dicționar francez-ceh”), Nakladatelství A. Kvasničky, Praga, 1921, 264 p. (ed. a IV-a, 1927) – împreună cu prof.dr. František Pover
- Trei novele de I.L. Caragiale, transcriere fonetică, note și glosar de dr. V. Buben, Praga, 1921, 74 p.
- A Jedikulai Rob irta Jokai Mor, introducere, note și glosar de dr. Vlad. Buben, Praga, 1922, 77 p.
- Slovník česko-francouzský („Dicționar ceh-francez”), Nakladatelství Kvasnička a Hampl, Praga, 1923, 330 p. (ed. a IV-a, 1928) – împreună cu Oldřich Stehlík
- Déjiny spisovné provençálštiny („Istoria provensalei literare”), [s.n.], Praga, 1931, 35 p. (republicată în Bratislava, anul V, pp. 389–421.)
- Influence de l'orthographe sur la prononciation du français moderne („Influența ortografiei asupra pronunției francezei moderne”), Filosofická fakulta University Komenského, Bratislava, 1935, 244 p.
- Studie o moderní franštině („Studii în franceză modernă”), Jednota československých matematiků a fyziků, Praga, 1938, 114 p.
- Slovník francouzsko-český a česko-francouzský („Dicționar francez-ceh și ceh-francez”), Státní pedagogické nakladatelství, Praga, 1954, XV + 443 + 477 p. (ed. a II-a revăzută și completată, Praga, 1955, ed. a V-a, SPN, Praga, 1971, ed. a VI-a, SPN, Praga, 1972)

### Studii și articole
- „Posunutí pádu u přízvučných zájmen v jazyce francouzském” („Schimbarea majusculelor în pronumele accentuate în limba franceză”), în Časopis pro moderní filologii, Praga, anul VIII, 1921, pp. 58—70.
- „Leo Spitzer: Aufsitze zur romanischen Syntax und Stilistik” („Leo Spitzer: Eseuri despre sintaxa și stilistica romanică”), în Časopis pro moderní filologii, Praga, anul VII, 1921, pp. 302–305.
- „Posunutí pádu u přízvučných zájmen v jazyce francouzském (pokr.)” („Schimbarea majusculelor în pronumele accentuate în limba franceză (cont.)”), în Časopis pro moderní filologii, Praga, anul VIII, 1922, pp. 164–167, 230–242.
- „Henri Bauche: Le langage populaire” („Henri Bauche: Limba populară”), în Časopis pro moderní filologii, Praga, anul IX, 1922, pp. 77–79.
- „K. Rocher: Praktická mluvnice francouzka na základě latiny” („K. Rocher: Un dicționar francez practic bazat pe latină”), în Naše věda, anul V, 1923, pp. 239–240.
- „L. Sainéan: Le langage parisien au XIXe siécle” („L. Sainéan: Limbajul parizian din secolul al XIX-lea”), în Časopis pro moderní filologii, Praga, anul IX, 1923, pp. 263–266.
- „La substitution des cas dans les pronoms français” („Substituirea cazurilor în pronumele franceze”), în Časopis pro moderní filologii, Praga, anul XIII, 1927, pp. 141–148.
- „Jarník J. U.” („J. U. Jarník”), în Masarykův slovník naučný, Praga, anul III, 1927, p. 717.
- „Mon chéri, osloveni zenskych osob” („Mon chéri, adresat persoanelor de sex feminin”), în Časopis pro moderní filologii, Praga, anul XIV, 1928, pp. 47–51.
- „Křepinský M.”, în Masarykův slovník naučný, Praga, anul IV, 1929, p. 209.
- „Romanistické dílo K. Skály-Rochera” („Opera romanistică a lui K. Skála-Rocher”), în Časopis pro moderní filologii, Praga, anul XIX, 1933, pp. 241–246.
- „Josef Dvořák: Deminutiva v jazycích románských I.” („Josef Dvořák: Diminutive în limbile romanice I.”), în Naše věda, anul XV, 1934, pp. 18–20.
- „Nové pomůcky pro studium katalánštiny a portugalštiny” („Noi instrumente pentru învățarea catalanei și portughezei”), în Časopis pro moderní filologii, Praga, anul XXI, 1935, pp. 111–112.
- „O jazykové kultuře a purismu ve Francii” („Despre cultura lingvistică și purism în Franța”), în Slovo a slovesnost, anul II, 1936, nr. 3, pp. 171–182.
- „Bibliografie francouzskych spisi puristickych” („Bibliografia scrierilor puriste franceze”), în Časopis pro moderní filologii, Praga, anul XXIII, 1937, pp. 91–93.
- „Alf Lombard: L'infinitif de narration dans les langues romanes” (Alf Lombard: Infinitivul narațiunii în limbile romanice), în Časopis pro moderní filologii, Praga, anul XXIII, 1937, pp. 191–192.
- „†Wilhelm Meyer-Lübke”, în Časopis pro moderní filologii, Praga, anul XXIII, 1937, pp. 209–210.
- „Iorgu Iordan, Introducere in studiul limbilor romanice. Evoluția și starea actuală a lingvisticii romanice. Iași, Editura Institutului de filologie romînă 1932. Str. 480. — Týž, An Introduction to Romance Linguistics. Its Schools and Scholars. Revised, translated and in parts recast by John Orr. London, Methuen & Co., 1937. Str. 403.”, în Časopis pro moderní filologii, Praga, anul XXV, 1939, pp. 213–214.
- „Petar Skok: Pregled francuske gramatike” („Petar Skok: O privire de ansamblu asupra gramaticii franceze”), în Časopis pro moderní filologii, Praga, anul XXVI, 1940, pp. 483–485.
- „Šedesátiny prof. K. Titze” („Prof. K. Titz la 60 de ani”), în Časopis pro moderní filologii, Praga, anul XXVI, 1940, pp. 499–500.
- „K výslovnosti románských slov v češtině” („Despre pronunția cuvintelor romanice în limba cehă”), în Slovo a slovesnost, anul VII, 1941, nr. 3, pp. 144–154.
- „Rumunské drobnosti” („Varietăți românești”), în Časopis pro moderní filologii, Praga, anul XXVII, 1941, nr. 4, pp. 367–373.
- „Max Křepinský: Influence slave sur le verbe roumain” („Max Křepinský: Influența slavă asupra verbului românesc”), în Naše věda, anul XX, 1941, pp. 294–297.
- „Petar Guberina: Valeur logique et valeur stylistique des propositions complexes en français et en croate” („Petar Guberina: Valoarea logică și valoarea stilistică a propozițiilor complexe în franceză și croată”), în Časopis pro moderní filologii, Praga, anul XXVII, 1941, pp. 75–77.
- „Petar Skok: Osnovi romanske lingvistike” („Petar Skok: Bazele lingvisticii romanice”), în Časopis pro moderní filologii, Praga, anul XXVII, 1941, pp. 286–292.
- „Vokativ v rumunštině” („Vocativul în limba română”), în Časopis pro moderní filologii, Praga, anul XXVIII, 1942, pp. 307–315.
- „Harry Christofidis: Errori d'italiano” („Harry Christofidis: Erori în limba italiană”), în Časopis pro moderní filologii, Praga, anul XXVIII, 1942, pp. 247–248.
- „Č. pracant – it. bracciante”, în Český časopis filologický, anul I, 1943, pp. 122–126.
- „Výslovnost jména Villon” („Pronunția numelui Villon”), în Český časopis filologický, anul II, 1944, pp. 109–112.
- „Maxmilián Křepinský”, în Časopis pro moderní filologii, Praga, anul XXIX, 1946, nr. 1, pp. 58–66.
- „Vokativ v albánštině” („Vocativul în limba albaneză”), în Časopis pro moderní filologii, Praga, anul XXIX, 1946, nr. 2, pp. 148–152.
- „Cum vorbim”, în Časopis pro moderní filologii, Praga, anul XXXIII, 1950, nr. 3, p. 96.
- „A. Rosetti: Mélanges de linguistique et de philologie” („A. Rosetti: Combinații de lingvistică și filologie”), în Časopis pro moderní filologii. Philologica V, Praga, anul XXXIII, 1950, pp. 22–24.
- „Iorgu Iordan: Influențe rusești asupra limbii române”, în Časopis pro moderní filologii, Praga, anul XXXIV, 1951, nr. 3, pp. 134–136.
- „Historické studium jazyků románských na filologické fakulté” („Studiu istoric al limbilor romanice la Facultatea de Filologie”), în Časopis pro moderní filologii, Praga, anul XXXV, 1953, pp. 65–69.
- „Sedmdesátiny prof. dr Jiřího Stacy” („Prof. dr Jiří Staca la 70 de ani”), în Časopis pro moderní filologii, Praga, anul XXXVI, 1954, p. 48.
- „Rumynsko-russkij slovar'” („Dicționar român-rus”), în Časopis pro moderní filologii, Praga, anul XXXVI, 1954, pp. 57–58.
- „Ze sovĕtské romanistiky” („Din romanistica sovietică”), în Časopis pro moderní filologii, Praga, anul XXXVI, 1954, pp. 229–232.
- „Problém spisovné albánštiny” („Problema albanezei literare”), în Časopis pro moderní filologii, Praga, anul XXXVII, 1955, pp. 14–22.
- „Flektované interjekce a imperativní partikule v albánštině” („Interjecții flexate și particule imperative în albaneză”), în Univ. Carolina, Philologica, 1955, vol. 1, nr. 2, pp. 185–206.
- „Buletin per shkencat shoquërore” („Buletin pentru științe sociale”), în Časopis pro moderní filologii, Praga, anul XXXVII, 1955, pp. 56–57.
- „Boj o pravopisnou reformu ve Francii” („Lupta pentru reforma ortografică în Franța”), în Časopis pro moderní filologii, Praga, anul XXXVIII, 1956, pp. 238–242.
- „Alf Lombard: Le Verbe roumain” („Alf Lombard: Verbul românesc”), în Časopis pro moderní filologii. Philologica VIII, Praga, anul XXXVIII, 1956, pp. 6–10.
- „Nové dilo sovétské lexikografie” („O nouă capodoperă a lexicografiei sovietice”), în Časopis pro moderní filologii, Praga, anul XXXVIII, 1956, pp. 242–243.